# Gare de Polohy
La gare de Polohy, (ukrainien : Пологи (станція)) est une gare ferroviaire ukrainienne située dans l'oblast de Zaporijia.

## Situation ferroviaire
C'est un important nœud ferroviaire avec sa station de réparation, son dépôt de locomotives, de wagons et son centre de communications ferroviaires.

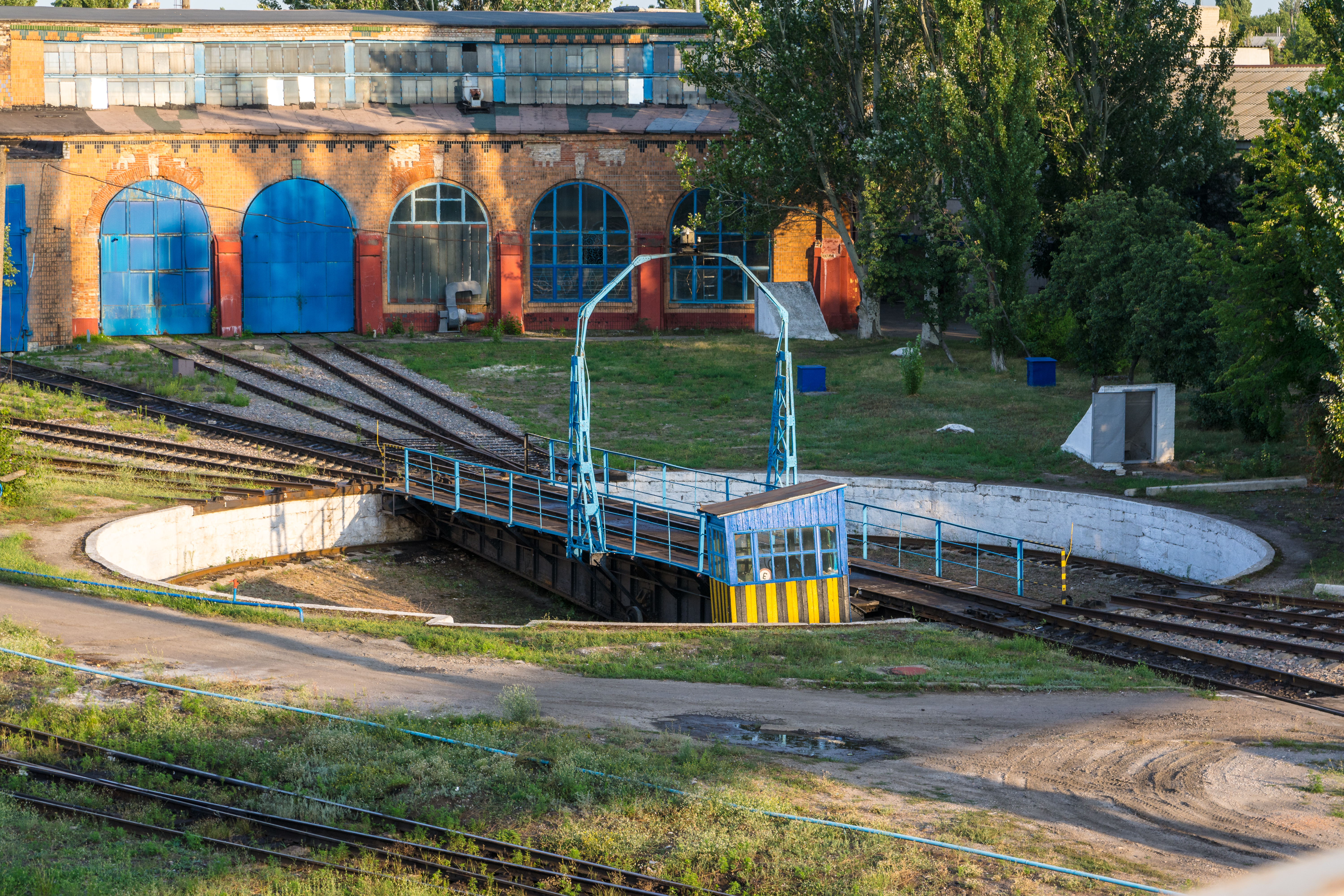
Rotonde de la gare.

## Histoire
Elle fut construite en 1894, le village apparaît avec la construction de la ligne gare de Iekaterinoslav à gare de Berdiansk qui se construisait depuis 1887. C'est en 1898 que s'ouvrait le ligne gare de Tchaplyne à gare de Berdiansk.

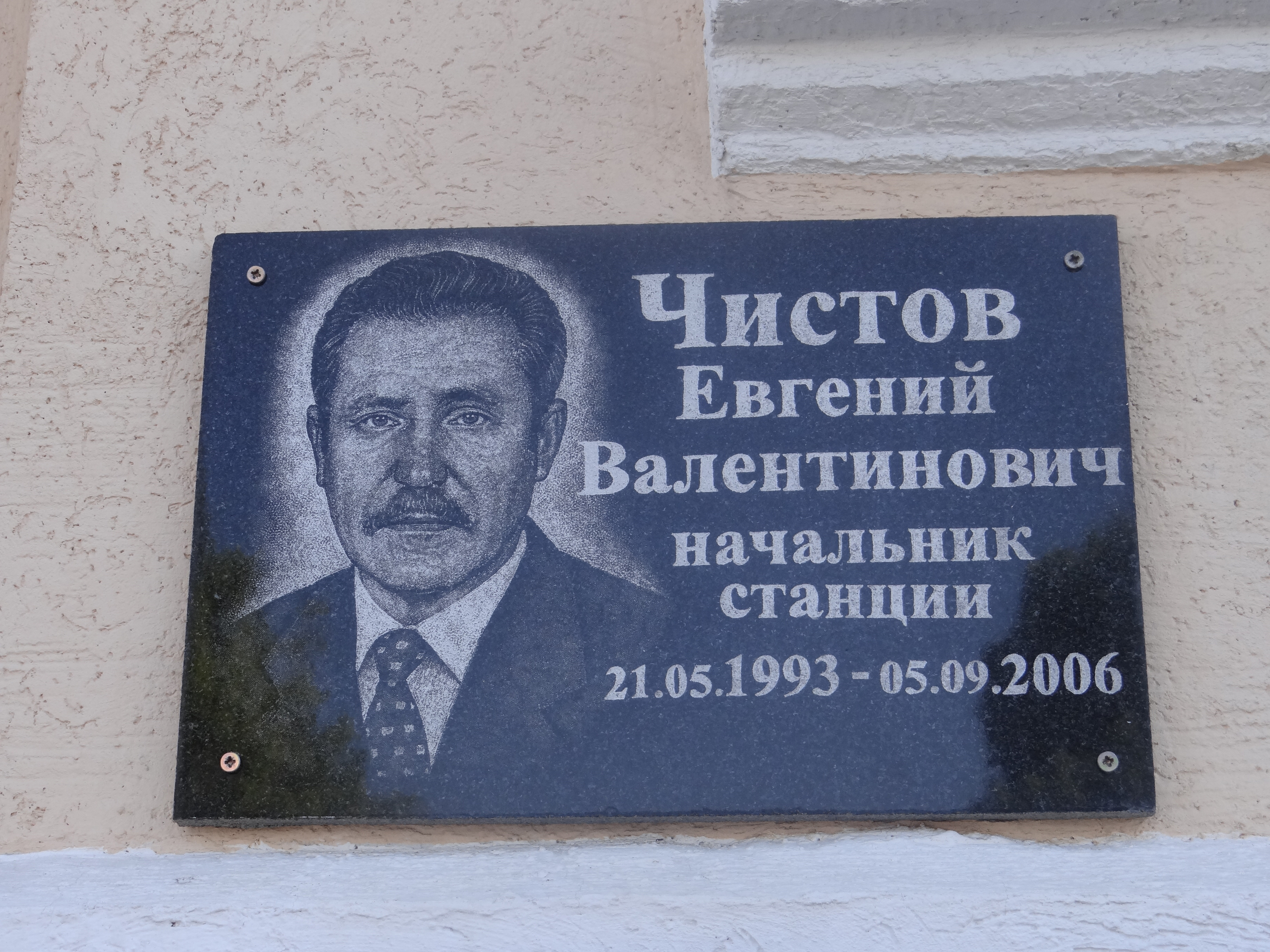
Une plaque mémorielle à Evgueni Tchistov.

### Accueil

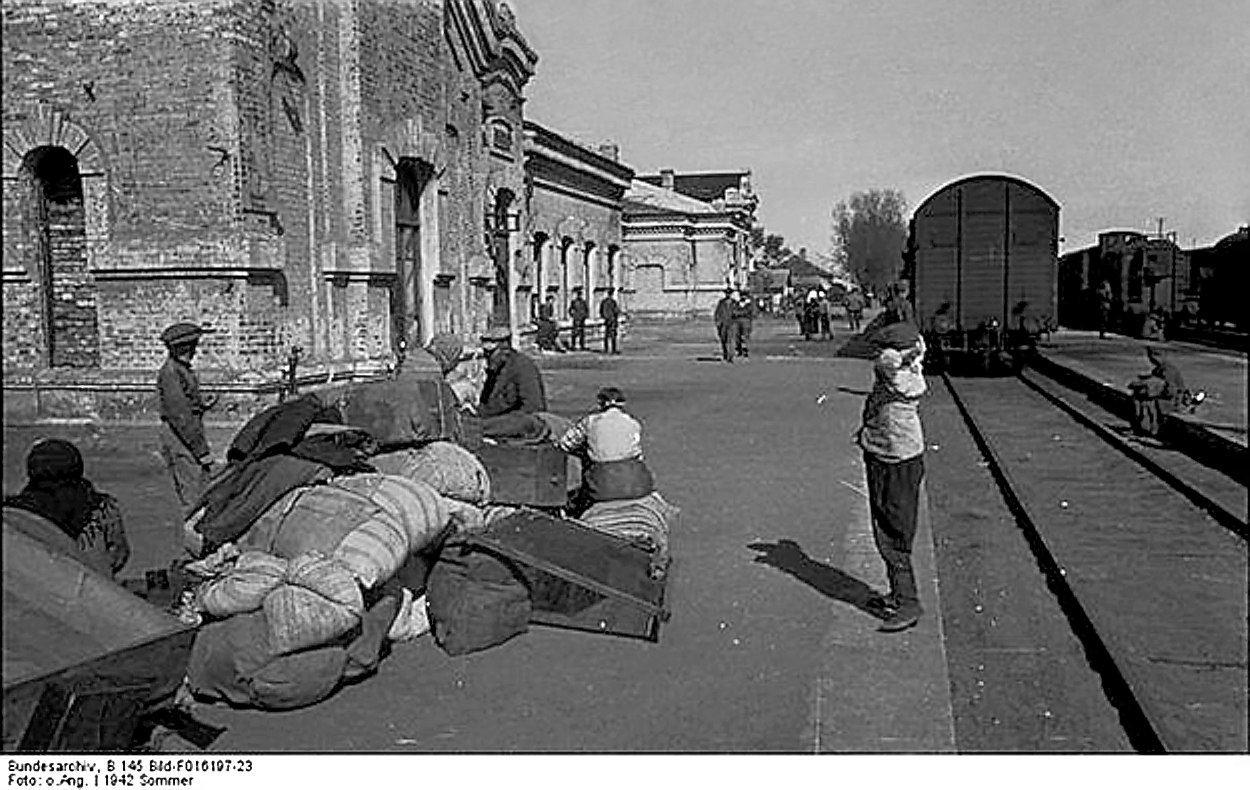
La gare en 1942.

## Service des voyageurs

### Desserte
Par la ligneKiev-Marioupol, par la ligne Kiev-Berdiansk.